# Călin-Emil Anastasiu
Călin-Emil Anastasiu (n. 7 mai 1951, București) este un fost deputat român în legislatura 1992-1996, ales în județul Vrancea.
În perioada 1992-1993, Anastasiu a fost membru în Partidul Alianței Civile, în perioada 1993-1995 a fost membru în Partidul Liberal iar apoi a fost deputat neafiliat până la sfârșitul legislaturii în 1996. În cadrul activității sale parlamentare, Călin-Emil Anastasiu a avut o singură luare de cuvânt.   
STARE CIVILĂ: căsătorit, 2 copii
STUDII: Facultatea de Filozofie, Secția Sociologie, Universitatea București, 1974
STAGII DE PREGĂTIRE ÎN STRĂINĂTATE:
Aprilie 1997: Bursă German Marshall Fund, Iowa University, SUA
Sept – Oct 1991: Visiting Scholar, Woodrow Wilson Center for International Scholars, Washington DC, SUA
Iulie – Dec 1990: Bursă IREX pentru stagii de documentare la Berkeley University (Center for Slavic and East European Studies) și UCLA (Department of Sociology), SUA. Proiect: Defying the Leviathan: Society Against the State)
FUNCȚIA ACTUALĂ:
Consultant cercetare media – IMAS
FUNCȚII ANTERIOARE:
2006 – 2012: Consilier Principal al Președintelui Director General al Societății Române de Radiodifuziune (pe probleme de strategie, marketing, comunicare și cercetare):
1. Supervizarea activităților de marketing și comunicare (strategii, campanii etc.)
2. Coordonarea proiectului de rebranding al Radio România (derulat în 2008)
3. Coordonarea proiectului de dezvoltare organizațională ”Radio România în viitor”, derulat în cooperare cu Deutsche Welle
4. Akademie
5. Redactarea documentului de identitate al Radio România - Viziune, misiune, valori și principii (2008)
6. Coordonarea activității de cercetare (audiență, programe, formate muzicale, etc.)
7. Participare la elaborarea strategiilor editoriale, a grilelor de programe etc.
8. Reprezentant al SRR în ARA (Asociația pentru Radio Audiență – membru în Comitetul Director al asociației)

2005 – 2006: Director Marketing și Comunicare, EDI România (Europa FM / Radio 21)
1. Proiectarea și gestionarea bugetelor de marketing și cercetare
2. Proiectarea și derularea campaniilor de comunicare (ATL&BTL)
3. Derularea programelor proprii de cercetare (muzicală, calitativă etc.)
4. Participare la elaborarea strategiilor de programe, vânzări, comunicare etc. pe baza analizei pieței radio și a datelor de cercetar

1997 – 2004: Director Cercetare Media, IMAS
1. Organizarea Departamentului de Cercetare Media al IMAS
2. Lansarea pe piața românească a primelor servicii sindicalizate de măsurare a audienței mass media (TV, radio, presa) proiectate conform standardelor EBU (European Broadcasting Union)
3. Câștigarea licitației organizate de BRAT (Biroul Român de Audit al Tirajelor) pentru SNA (Studiul National de Audiență). Începând cu 2002, IMAS a devenit furnizorul oficial pentru industria românească de media al datelor de audiență pentru presa scrisă
4. Câștigarea licitației organizate de ARA (Asociația pentru Radio Audiență) pentru SAR (Studiul de Audiență Radio). Începând cu 2004, IMAS a devenit furnizorul oficial pentru industria românească de media al datelor de audiență radio
5. Câștigarea licitației organizate de ARMA (Asociația Română pentru  Măsurarea Audienței) pentru măsurarea audienței posturilor TV (în asociere cu TNS-AGB). Între 2005-2008, TNS-AGB a devenit furnizorul oficial pentru industria românească de media al datelor de audiență pentru posturile de televiziune
6. Efectuarea de numeroase alte cercetări cantitative și calitative pentru diverși clienți din mass media (presă scrisă, radiouri, televiziuni)

1996 – 1997: Director Cercetare, Media Pro International (MPI)
1. Organizarea Departamentului de Cercetare al MPI (ProTV / ProFM)
2. Lansarea primelor cercetări de media ale departamentului (poziționare, imagine, testare de programe, măsurarea audienței etc.)
3. Furnizarea de analize pentru celelalte departamente (Programe, Vânzări etc.)

1992 – 1996: Deputat, Parlamentul României 
Membru în Comisia pentru Mass Media, Artă și Cultură a Camerei Deputaților
1980 – 1992: Cercetător Științific, Institutul de Sociologie, Univ. Buc. 
1974 – 1980: Sociolog, ISAF București
ALTE POZIȚII:
- Profesor asociat la Facultatea de Jurnalism și Comunicare a Universității București, la Facultatea de Comunicare a SNSPA (2002-2004) și la Facultatea de Jurnalism a Universității Media (2002-2003)
- Membru al Asociației Române de Sociologie
- Membru al AISLF (Association Internationale des Sociologues de Langue Francaise)
- Editor al revistei Polis (1997-2002)
- Membru în Colegiul Editorial al Revistei de Cercetări Sociale (1995-2002)
- Membru în Colegiul Editorial al revistei Jurnalism&Comunicare
- Membru în Colegiul de Editorial al revistei Sfera Politicii
- Membru al GDS (Grupul pentru Dialog Social)

PUBLICAȚII:
Cărți:
1. Dicționar de sociologie (coautor), Editura Babel, București, 1993
2. Mari gânditori și filozofi francezi ai veacului al XIX-lea, (traducere), Editura Minerva, 1990
3. Structura socială a României (coordonator), Editura Științifică și Enciclopedică, 1989
4. Stratificare și mobilitate socială (coautor), Editura Științifică și Enciclopedică, 1988
5. Sociologie generală (coautor), Universitatea București, 1987

Articole (listă selectivă):
1. Cele două Românii, în revista “22”, dec. 2004
2. Recăderea în istorie, în revista “22”, iunie 2004
3. Televiziune și cultură, prefață la cartea J. Fise, J. Hartley, “Semnele televiziunii”, Editura Institutul European, 2002
4. Systeme de radio et television en Roumanie, în “Systemes de radio et television en Europe”, Edition 2000/2001, Hans-Bredow-Institut fur Medienforschung, Nomos Verlagsgesellschaft, Baden-Baden, 2000
5. Political Transition in Romania, în UNDP Report on Romania, 2001
6. Metode de măsurare a audienței mass media, în “Sociologie Românească”, 3/2000
7. O capitală mediatică, în “Bucharest Review”, 5/1999
8. Opțiuni politice în recentele sondaje de opinie, în “Sfera Politicii”, iulie, 1994
9. De la societatea civilă la societatea politică, în “Sfera Politicii”, sept., 1993
10. Modelul “mesei rotunde” , în revista “22”, febr., 1992
11. Eastern Europe: Uneasy Space for Liberal Democracy, in “New School for Social  Research East & Central European Program Bulletin”, vol.2, no.4, Dec., 1991
12. Comentând ’89, în revista “22”, dec., 1991
13. Democrație sau etocrație, în revista “22”, nov., 1991
14. Renașterea societății civile în Europa de Est, în “Sociologie Românească”, no.2, 1991
15. Anatomia comunismului târziu, în revista  “22”, mai, 1990
16. Între thacherism și social-democrație, în revista “22”, martie, 1991
17. Căderea în lume, în “Meridian”, nr.3, sept., 1991
18. Un puci decrepit, în “Agora”, nr.4, oct.-dec., 1991
19. Bureaucracy and Democracy, în “Romanian Journal of Sociology”, no.2, 1990
20. Sociologia și raționalizarea sistemelor sociale, în “Vatra”, no.11, 1988
21. Declinul Universității ca topos al Rațiunii, în “Buletin Documentar”, no.3, 1988
22. Cultura politică și post-modernism, în “Amfiteatru”, aug. 1988
23. Concepte în contrapunct: clasă și strat, în “Viața Studențească”, oct., 1987
24. Stat și revoluție în marxismul clasic, în “Viața Studențească”, aprilie, 1987
25. The Power of Ideology, in “Documentary Bulletin”, no.1, 1987
26. Condiția filozofică a eseului, în “Amfiteatru”, martie 1987
27. Sistemul filozofic ca gest romantic, în “Amfiteatru”, dec., 1987
28. Sociologii posibile, în “Amfiteatru”, febr. 1986
29. La sociologie dans les bibliothèques, în “Revue Roumaine” nr.4/1986
30. Orientări operaționale în cercetarea comunicării de masă, în “Viitorul Social”, iulie-aug. 1981

CONFERINȚE (listă selectivă):
1. Public Broadcasting Service in Europe, Johanesbourg Radio Days, Witt University of Johanesbourg, 19-21 Oct. 2009
2. Research for Programming, Johanesbourg Radio Days, Witt University of Johanesbourg, 19-21 Oct. 2009
3. Romania: Nine Month Later, Center for Slavic and East European Studies, Berkeley University, October, 1990
4. The Rebirth of Civil Society in Romania, Center for Russian and East European Studies, University of Stanford, October, 1990
5. Civil Society and Politics in Romania, Center for Studies of Post-Communist Societies, University of Maryland, September, 1991
6. Eastern Europe Between Democracy and Ethnocracy și Ceaușescu Regime and the Romanian Revolution, University of Texas at Austin, October, 1991
7. The Impact of the Soviet Coup for the Eastern European Countries, Woodrow Wilson Center for International Scholars, September, 1991
8. Restructuring Political Institutions in Romania: From Proto-Parties to Modern Political Parties, Annual Convention of the American Association of Political Science, Washington DC, August 28-1 septembrie 1991